# Homoseksualiteit in Sierra Leone
Homoseksualiteit is in het Afrikaanse land Sierra Leone strafbaar volgens de wet. Ook hebben homoseksuelen, lesbiennes, biseksuelen en transgenders het in het dagelijks leven bijzonder moeilijk om te functioneren. Sierra Leone heeft de "United Nations Statement on Human Rights, Sexual Orientation and Gender Identity", een verklaring van de Verenigde Naties gericht op legalisatie van homoseksualiteit, niet ondertekend. Partnerschap tussen twee mensen van hetzelfde geslacht wordt niet erkend. 

## De wet
Volgens paragraaf 61 van de uit de Engelse tijd afkomstige "Offences against the Person Act 1861" zijn homoseksuele handelingen tussen mannen verboden, zowel publiek als privé. Bestraffing is mogelijk met levenslange gevangenisstraf met dwangarbeid. Deze wet past men echter niet actief toe. Lesbische activiteiten tussen vrouwen zijn niet verboden.
De wetten van Sierra Leone bieden geen bescherming tegen discriminatie op basis van seksuele oriëntatie of het zich manifesteren als iemand van het andere dan het biologische geslacht. Ook is het wettelijk gezien niet mogelijk om van geslacht te veranderen.

## Dagelijkse praktijk
In het dagelijkse leven hebben homoseksuelen en transgenders in Sierra Leone het bijzonder lastig. Uit een studie verricht in 2012 en 2013 bleek dat vrijwel iedere respondent was lastiggevallen of gediscrimineerd omwille van seksuele oriëntatie of uiting geven aan geslachts-identiteit. Zo werd toegang tot basisvoorzieningen gehinderd of werden mensen uit huurwoningen geweerd.

## Activisme
In 2002 begonnen er ondanks de moeilijke omstandigheden toch organisaties te ontstaan zoals de Sierra Leone Lesbian and Gay Association (SLLGA), die gingen ijveren voor rechten voor homoseksuelen, lesbiennes en transgenders. Dit leidde tot veel oppositie, met name religieus geïnspireerd. In 2004 werd de lesbische mensenrechtenactiviste FannyAnn Eddy vermoord.